# Брајсланд (Луизијана)
Брајсланд (енгл. Bryceland) град је у америчкој савезној држави Луизијана.

## Демографија
По попису из 2010. године број становника је 108, што је 6 (-5,3%) становника мање него 2000. године.
| Група             | 2000.      | 2010.      |
| Белци             | 94 (82,5%) | 81 (75,0%) |
| Афроамериканци    | 20 (17,5%) | 12 (11,1%) |
| Азијати           | 0 (0,0%)   | 0 (0,0%)   |
| Хиспаноамериканци | 0 (0,0%)   | 11 (10,2%) |
| Укупно            | 114        | 108        |